# Most drogowo-kolejowy w Bechyně
Most drogowo-kolejowy w Bechyně – most łukowy drogowo-kolejowy nad rzeką Lužnice w miejscowości Bechyně. 
Dane techniczne
Żelbetonowy most nad rzeką Lužnice w Bechyně to długa na 203,38 m konstrukcja łukowa z łukiem o wysokości 60 metrów i rozpiętości 90 m. Główną konstrukcję mostu stanowią dwa równoległe łuki wysokie na 38 m, połączone poprzecznicami o długości od 6 m do 8,25 m. Pionowe belki podpierające jezdnię są ułożone w odległości 13,5 m, najwyższa z nich ma 28 m wysokości.
Organizacja ruchu
Jako jeden z najbardziej charakterystycznych obiektów okolicy bywa nazywany „Bechyńską Tęczą”. Charakterystyczna jest organizacja ruchu na moście, ponieważ jednotorowa linia ułożona jest w asfalcie, na pasie w kierunku centrum Bechyně, a pociągi dzielą ten pas jezdni z samochodami. W czasie przejazdu pociągu wjazd aut na pas, na którym ułożono tor, jest zabezpieczany jedynie sygnalizacją świetlną. Kiedy pociąg porusza się pod prąd ruchu samochodowego, ten jest blokowany, a kiedy zgodnie z kierunkiem ruchu aut, samochody są zobowiązane przepuścić pociąg, po czym mogą jechać bezpośrednio za nim.
Historia
Już od początku lat 20. XX w. dostrzegano konieczność budowy mostu w tym miejscu, celem usprawnienia ruchu i zastąpienia dotychczasowego mostu w dzielnicy Zářečí. 11 września 1924 roku dr inż. E. Viktor otrzymał od władz lokalnych zadanie zaprojektowania mostu wraz z wydłużeniem linii kolei elektrycznej. Wkrótce potem władze centralne przyznały 50-procentową dotację na budowę mostu, a 15 listopada 1925 roku Ministerstwo Robót Publicznych zleciło budowę E. Viktorowi.
Prace przygotowawcze rozpoczęły się w maju 1926 roku, łuki i wspornice betonowano na początku grudnia, a pozostałe prace betonowe zostały przeprowadzone pod koniec 1927 roku. Budowa została zakończona w lecie 1928 roku. Most uroczyście oddano do użytku 28 października 1928 roku, w dziesiątą rocznicę niepodległości Czechosłowacji, w ten sposób przedłużona została do centrum Bechyně linia kolejowa z Táboru, która uprzednio kończyła się na przystanku kolejowym położonym w prawobrzeżnej, niewielkiej części miasta. Łącznie budowa mostu kosztowała 5 milionów koron czechosłowackich, z czego 50% pochodziło z budżetu państwa, 20% z budżetu regionu, a 30% z budżetu miasta.
Linia Tábor−Bechyně była także pierwszą na terenie Czech zelektryfikowaną linią kolejową (1897).

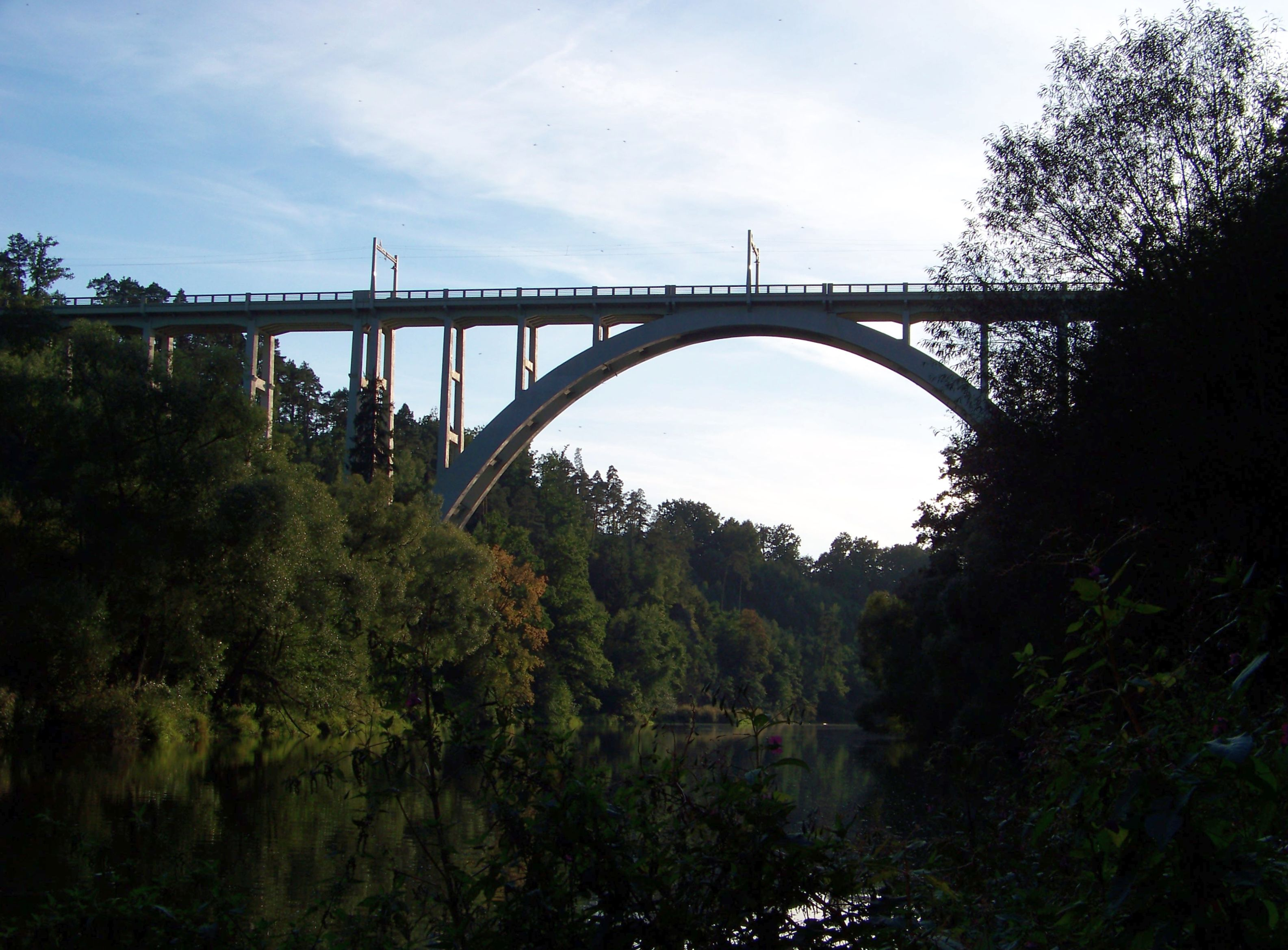
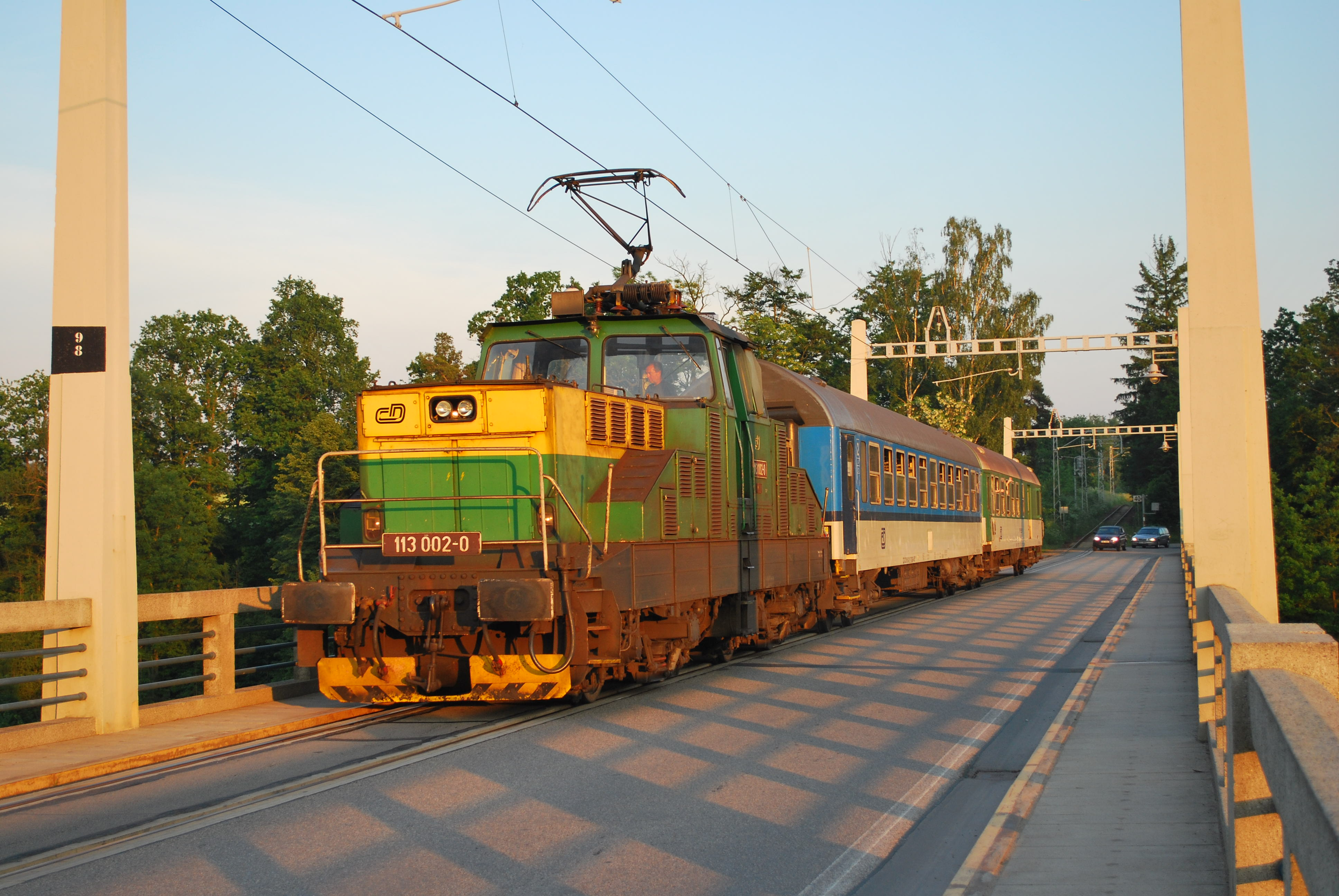
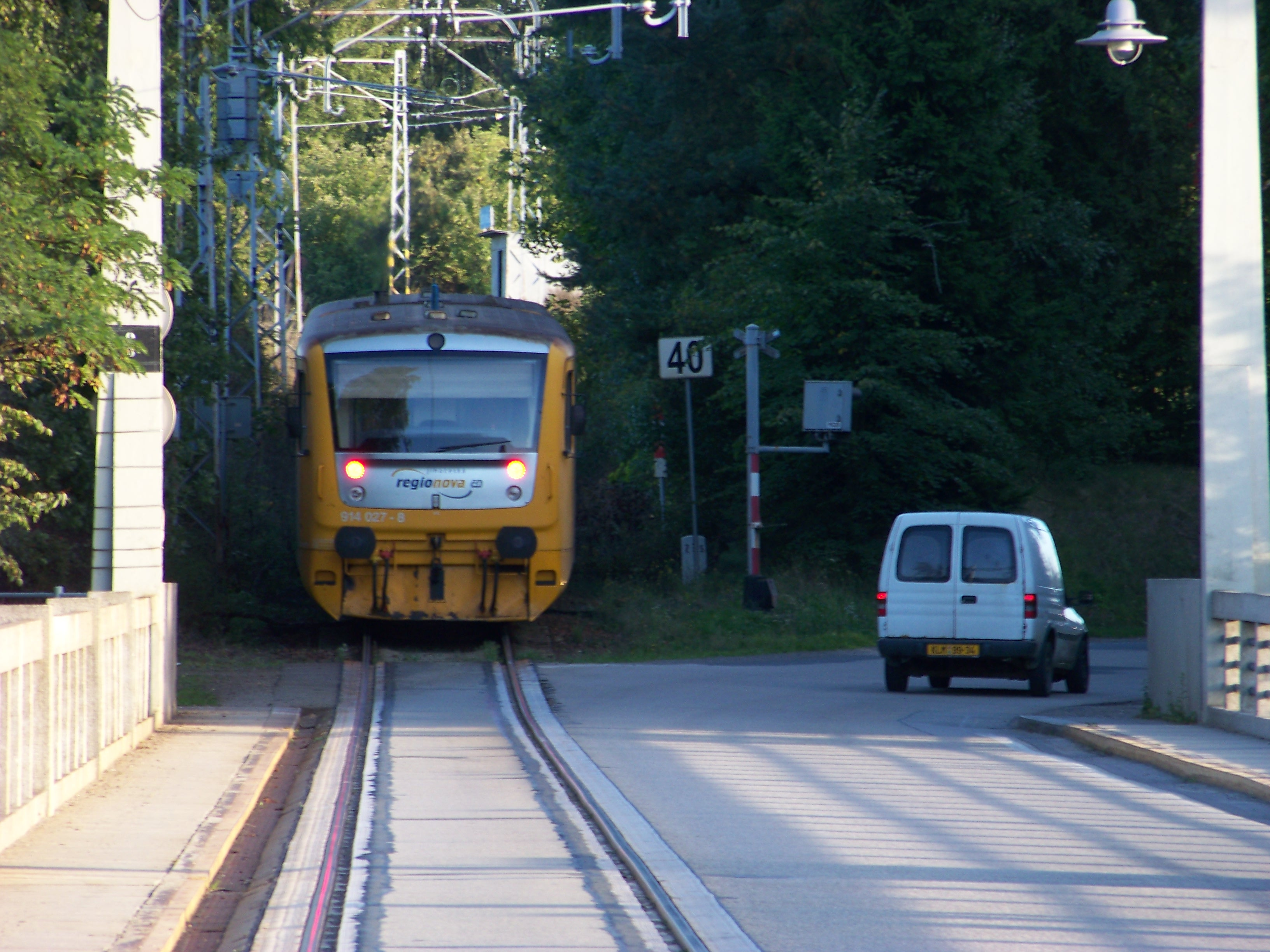